# Bunaea aslauga
Bunaea aslauga Kirby, 1877 è una falena appartenente alla famiglia Saturniidae, diffusa in Congo, Kenya e Madagascar.